# Charles Giron
Charles Alexandre Giron (Ginevra, 2 aprile 1850 – Genthod, 9 giugno 1914) è stato un pittore svizzero, molto attivo in Francia e nella natia Svizzera.
Fu un famoso artista paesaggista e ritrattista, che seppe farsi un nome a livello internazionale, ottenendo numerose distinzioni in Europa e venendo ricercato dall'alta società soprattutto per i suoi ritratti. La sua arte era caratterizzata da una pennellata morbida e un gioco di luci e atmosfere, mentre i suoi soggetti comprendevano i vari personaggi ritratti e i paesaggi montani e gli usi montanari svizzeri. Attivo soprattutto a Parigi e a Cannes, venne considerato come "il più parigino dei pittori ginevrini".

## Biografia

### Nascita e formazione
Charles Giron nacque il 2 aprile 1850 a Ginevra, in Svizzera, dal possidente Antoine-Alexandre Giron e da Marie Henriod.
Inizialmente il giovane Giron intraprese un apprendistato come smaltatore (nella Fabrique Genevoise), che interruppe per frequentare lo studio di François Diday e i corsi di Barthélemy Menn a Ginevra. Successivamente verso il 1872 si trasferirà a Parigi, in Francia, dove entrerà all'École des Beaux-Arts e studierà sotto la direzione di Alexandre Cabanel.
Intraprese anche vari viaggi: nel 1887 si recò in Inghilterra; nel 1889 in Belgio e nei Paesi Bassi; nel 1893 a Firenze, dove realizzerà il proprio Autoritratto su commissione della Galleria degli Uffizi; infine nel 1908 fu a Roma.

### Carriera artistica
La sua partecipazione a mostre internazionali ebbe inizio dal 1876 con la partecipazione al Salon di Parigi, seguita dalla partecipazione dal 1891 al Salon du Champ-de-Mars della Société Nationale des Beaux-Arts, alla quale si aggiungono le sue partecipazioni alle esposizioni internazionali di Belgio, Monaco di Baviera e Roma, oltre che a quelle nazionali in Svizzera. In questo contesto, fu anche presidente della giuria di ammissione e membro della giuria internazionale all'Esposizione universale di Parigi del 1900. Ottenne anche molti riconoscimenti internazionali, tra cui cinque medaglie d'oro, ma soprattutto l'onorificenza di cavaliere dell'Ordine di Leopoldo nel 1887 (Belgio) e la Legion d'onore nel 1888 (Francia).
Durante il suo periodo parigino, Giron dipinse soprattutto quadri con scene mitologiche legate alla tradizione accademica, oltre che un'importante serie di ritratti in stile Belle Époque. Rivoluzionerà il suo stile pittorico a partire dalla metà degli anni '80 dell'Ottocento.
Nel 1896 decise di tornare nella natia Svizzera e si trasferì così a Veytaux, per poi spostarsi successivamente a Vevey nel 1897, a Morges nel 1906 e infine a Genthod nel 1914. Qui, ispirato da un sentimento di profonda armonia tra la natura incontrastata e l'essere umano, si avvicinò maggiormente al mondo alpino e moltiplicò i dipinti ispirati ad esso, in un rinnovato sentimento patriottico e di nostalgico ritorno alla natura. Emblema della produzione di questo periodo è La culla della Confederazione Elvetica del 1901, realizzato per decorare la sala del sala del Consiglio Nazionale nel Palazzo Federale di Berna. Sempre in patria, Giron fu membro della Commissione Federale delle Belle Arti per tre volte, dal 1898 al 1900, poi dal 1903 al 1905 e infine dal 1909 al 1912.

### Vita privata e morte
Giron si sposò nel 1891 con Jeanne Antoinette Forget, che era la figlia del commerciante Louis Ferdinand Forget, nonché proprietario del Castello Banquet a Sécheron. Dalla moglie avrà tre figli. Sua figlia era Simone Giron, sposa di Louis de Pourtalès.
Nel 1913 venne colpito da un'embolia cerebrale e questo gli impedì definitivamente di dipingere. Charles Giron morì a Genthod il 9 giugno 1914.

## Stile
Giron si approcciò a scene mitologiche e ritratti durante il suo periodo parigino, andando da uno stile accademico per i primi ad uno legato alla Belle Époque per i secondi, che vennero infatti realizzati in un elegante stile mondano. Tra quest'ultimi, i ritratti maschili sono più spontanei e individualizzati ed anticipano la produzione successiva dell'artista in questo genere, che rappresenta un elemento centrale della sua opera.
Tuttavia a partire dagli anni '80 dell'Ottocento il suo stile mutò, iniziando dalla tavolozza di colori, che, soprattutto per le scene all'aperto, si vivifica e si schiarisce; le pennellate si alternano tra una più larga e rapida e tra una più fine, in uno schema di tratteggi paralleli, saturanti e modellanti.
Il ritorno in patria dal 1896 costituisce anche un ritorno alla natura e le sue opere sono pervarse di un'armonia tra questa e l'essere umano; ispirato dall'ambiente alpino della Svizzera, nelle sue opere si moltiplicano paesaggi, personaggi e scene di genere, che ispirano un sentimento nazionale e patriottico e in taluni casi, come per le figure femminili, anche simbolista. In questo senso, le opere di Giron si inseriscono nel più ampio panorama artistico delle opere del pittore italiano Giovanni Segantini e dei pittori svizzeri della Scuola di Savièse.
Colpito da un'embolia nel 1913, Giron lasciò vari progetti incompiuti che spaziano dal 1909 al 1912 e che trattano temi mitici ed allegorici, nei quali si avvicinò allo stile di Pierre Puvis de Chavannes. Ancora, nei ritratti del periodo tardo della sua produzione, Giron tratta il tema del paesaggio come decorazione di sfondo e tradiscono un'influenza derivante dalle opere di Arnold Böcklin.

## Opere
- Antiche case dell'isola (Anciennes maisons de l'ìle), 1868, olio su tela, 43 cm × 26 cm (Museo d'Arte e di Storia, Ginevra, Svizzera)[6]
- Autoritratto (Autoportrait), agosto 1870, olio su tela, 44.5 cm × 35 cm (Biblioteca di Ginevra, Svizzera)[7]
- Invito al professor Thury per il pranzo di scalata della Società di Belle Lettere (Invitation au professeur Thury pour le repas d'Escalade de la Société de Belles-Lettres), 4 dicembre 1872, tipografia su carta, 15.3 cm × 12 cm (Biblioteca di Ginevra, Svizzera)[8]
- Campagna con contadini durante la raccolta del fieno (Campagne avec les paysans pendant la récolte du foin), 1874, olio su tela, 85 cm × 110.5 cm[9]
- Ginevra, giardini della Giunzione (Genève, jardins de la Jonction), 15 marzo 1875, disegno con mina di piombo e acquerello su carta, 23.2 cm × 30.2 cm (Biblioteca di Ginevra, Svizzera)[10]
- Autoritratto dedicato a Emile Réverdin (Autoportrait dédicacé à Emile Réverdin), aprile 1875, disegno ad acquaforte, 19.8 cm × 28.2 cm (Fondazione Archivi Guillaume Henri Dufour, Biblioteca di Ginevra, Svizzera)[11]
- Bambini davanti a una chiesa (Enfants devant une église), 1876, olio su tela, 45 cm × 37 cm (Museo d'Arte e di Storia, Ginevra, Svizzera)[12]
- Spadaccino (Épéiste), 1878, olio su tela, 176.5 cm × 90.5 cm (venduto da Christie's a Londra nel 2007 per 7.800 £)[13]
- Ritratto di Adèle Pictet De la Rive, Madame Théodore de Saussure (Portrait de Madame Théodore de Saussure, née Adèle Pictet De la Rive), dicembre 1878, olio su tela, 60 cm × 50 cm (Museo d'Arte e di Storia, Ginevra, Svizzera)[14]
- L'educazione di Bacco[4] o L'infanzia di Bacco (L'Enfance de Bacchus), 1879, olio su tela, 295 cm × 230 cm (Museo d'Arte e di Storia, Ginevra, Svizzera)[15]
- Giovane donna al piano (Jeune femme au piano), 1880, olio su tela, 124 cm × 90 cm[16] (venduto da Sotheby's a Zurigo nel 2017 per 37.500 CHF)[17]
- Ritratto di monsieur Alphonse Faesch (Portrait de Monsieur Alphonse Faesch), 1880, olio su tela, 56 cm × 46.5 cm (Museo d'Arte e di Storia, Ginevra, Svizzera)[18]
- Ritratto di Jean Carriès (Portrait de Jean Carriès), 1880 circa, olio su tela, 56 cm × 46.5 cm (Petit Palais, Parigi, Francia)[19]
- Donna con guanti, detta La Parigina (La Femme aux gants, dite La Parisienne), 1883, olio su tela, 200 cm × 91 cm (Petit Palais, Parigi, Francia; dono di Simone Giron de Pourtalès nel 1960)[20]
- Studio per Le due sorelle (Les deux soeurs), 1883, pastelli su carta, 46 cm × 67 cm (venduto da Christie's a Londra nel 2019 per 4.000 £)[21]
- Le due sorelle (Les deux soeurs), 1883, olio su tela (venduto da Sotheby's a Londra nel 2008 per 264.500 £)[22]
- Giovane donna (Jeune femme), 1884, olio su tela, 43 cm × 34 cm (Museo d'Arte e di Storia, Ginevra, Svizzera)[23]
- Ritratto di Benoît-Constant Coquelin (Portrait de Constant Coquelin, dit Coquelin ainé), 1885 circa, olio su tela, 55.5 cm × 49.5 cm (Museo Carnavalet, Parigi, Francia)[24][25]
- Autoritratto (Autoportrait), 1893 (Galleria degli Uffizi, Firenze, Italia)[2][25]
- Ritratto di Gustave Moynier (Portrait de Gustave Moynier), 1900, olio su tela, 120 cm × 87 cm (Biblioteca di Ginevra, Svizzera)[26][27]
- Ritratto di Mary Hazel Hubbard de Veux, Madame Agostino Soldati (Portrait de Madame Agostino Soldati, née Mary Hazel Hubbard de Veux), 1900, olio su tela, 235 cm × 124 cm (Museo d'Arte e di Storia, Ginevra, Svizzera)[28]
- La culla della Confederazione Elvetica, 1901, murale, 500 cm × 1200 cm (sala del Consiglio Nazionale nel Palazzo Federale di Berna, Svizzera)[2][3][4][29]
- Le nubi[4][25] o Le nuvole - Valle di Lauterbrunnen (Les Nuées - Vallée de Lauterbrunnen), 1901 (Museo  Jenisch, Vevey, Svizzera)[30]
- Ritratto di padre Hyacinthe Loyson (Le Père Hyacinthe Loyson), 1906, olio su tela, 144 cm × 118 cm (Museo d'Orsay, Parigi, Francia; dono della vedova Giron al Louvre nel 1922)[31]
- Ritratto di Philippe Monnier (Portrait de Philippe Monnier), 1907, olio su tela, 81 cm × 66 cm (Biblioteca di Ginevra, Svizzera)[32][33]
- Ritratto di Henry Spiess (Portrait d'Henry Spiess), 1907, olio su tela, 80 cm × 65 cm (Biblioteca di Ginevra, Svizzera)[34][35]
- Ritratto di Gaspard Vallette (Portrait de Gaspard Vallette), 1909, olio su tela, 73 cm × 60 cm (Biblioteca di Ginevra, Svizzera)[36]
- Donna seduta (Femme assise), 1912, olio su tela, 55 cm × 46 cm (Museo d'Arte e di Storia, Ginevra, Svizzera)[37]
- Due donne sedute (Deux femmes assises), 1912, tempera su tela, 61 cm × 50 cm (Museo d'Arte e di Storia, Ginevra, Svizzera)[38]
- I tetti rossi di Losanna (Les toits rouges de Lausanne), 1914, olio su tela (Museo Storico, Losanna, Svizzera)[39]
- Controluce (Contre-jour), olio su tela, 82 cm × 65 cm (Museo d'Arte, Winterthur, Svizzera)[40]
- Alba sul Grammont visto da Rivaz (Lever de soleil sur le Grammont vu depuis Rivaz), olio su tela, 44 cm × 66 cm[41]
- Studio per Narciso (Étude pour "Narcisse"), olio su tela, 51 cm × 73 cm (Museo d'Arte e di Storia, Ginevra, Svizzera)[42]
- Il trapezista e il clown (Le trapéziste et le clown), olio su tela, 80 cm × 46.4 cm (venduto da Christie's a New York nel 2005 per 14.400 $)[43]
- Giovane donna al piano (Jeune femme au piano), olio su tela (venduto da Sotheby's a Londra nel 2007)[44]
- La lettera (Le lettre), olio su tela (venduto da Sotheby's a Parigi nel 2017)[45]
- Lottatori (Museo di Berna, Svizzera)[4]
- Donna dell'Untervaldo (La Chaux-de-Fonds, Svizzera)[4]
- Le valesiane (Basilea, Svizzera)[4]

## Galleria d'immagini

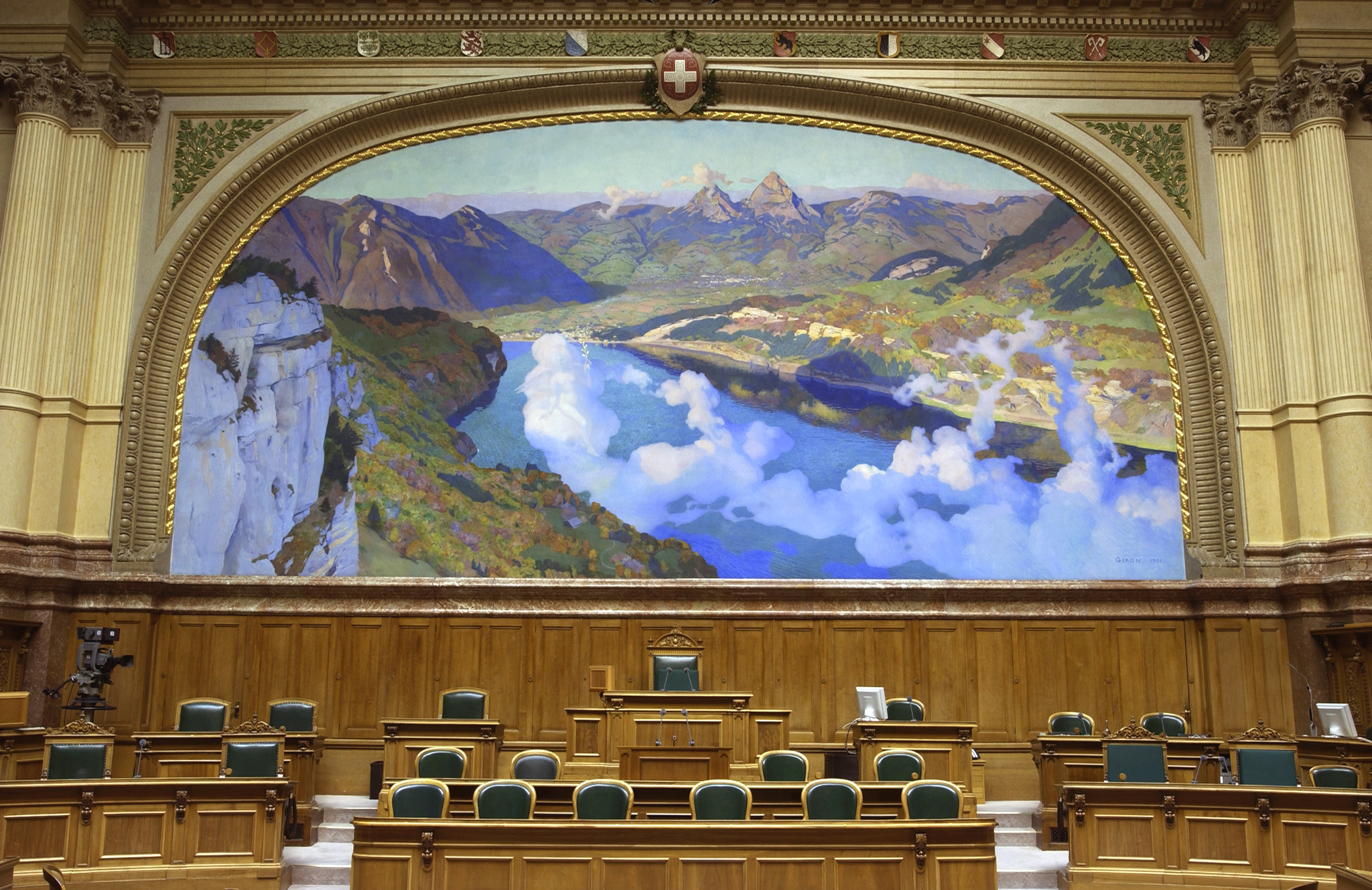
La culla della Confederazione Elvetica
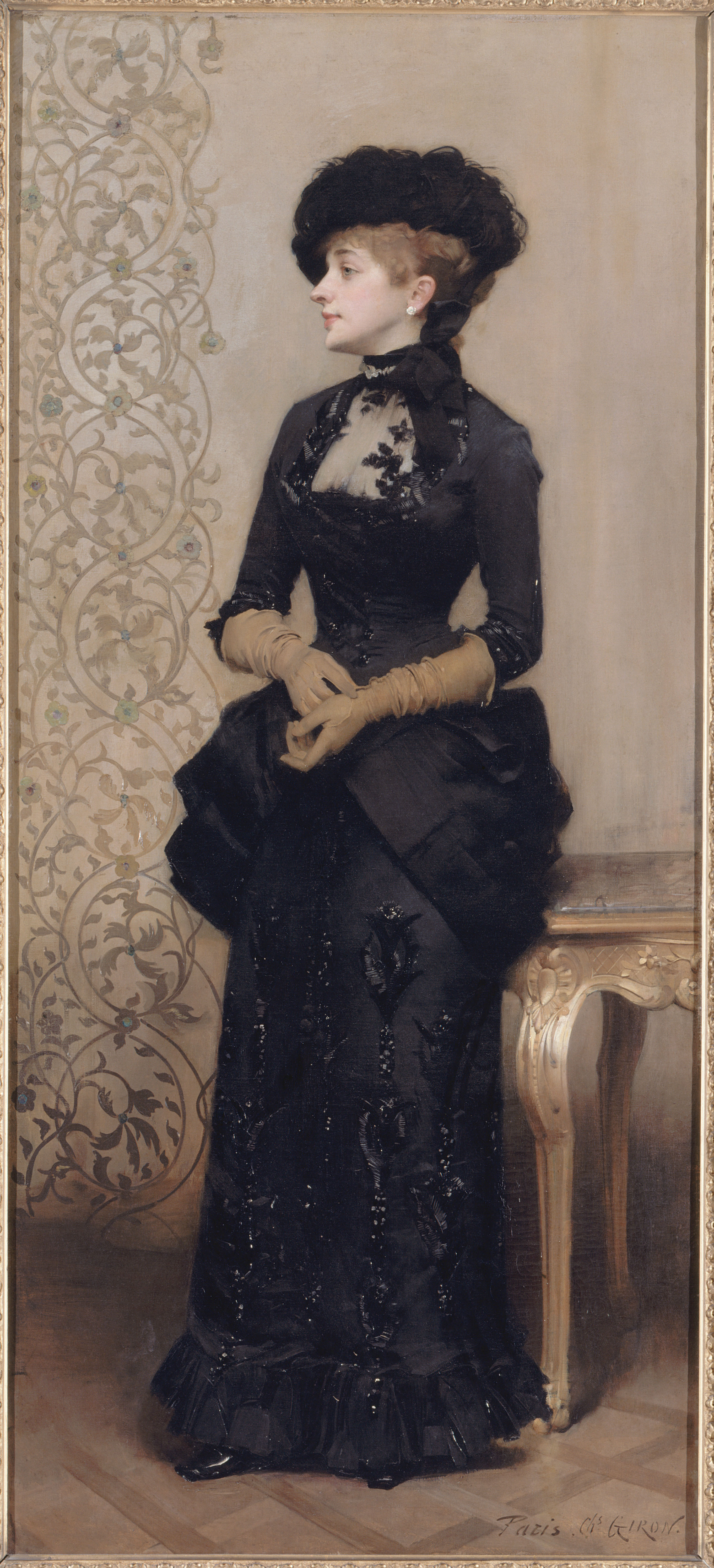
Donna con guanti, detta La Parigina
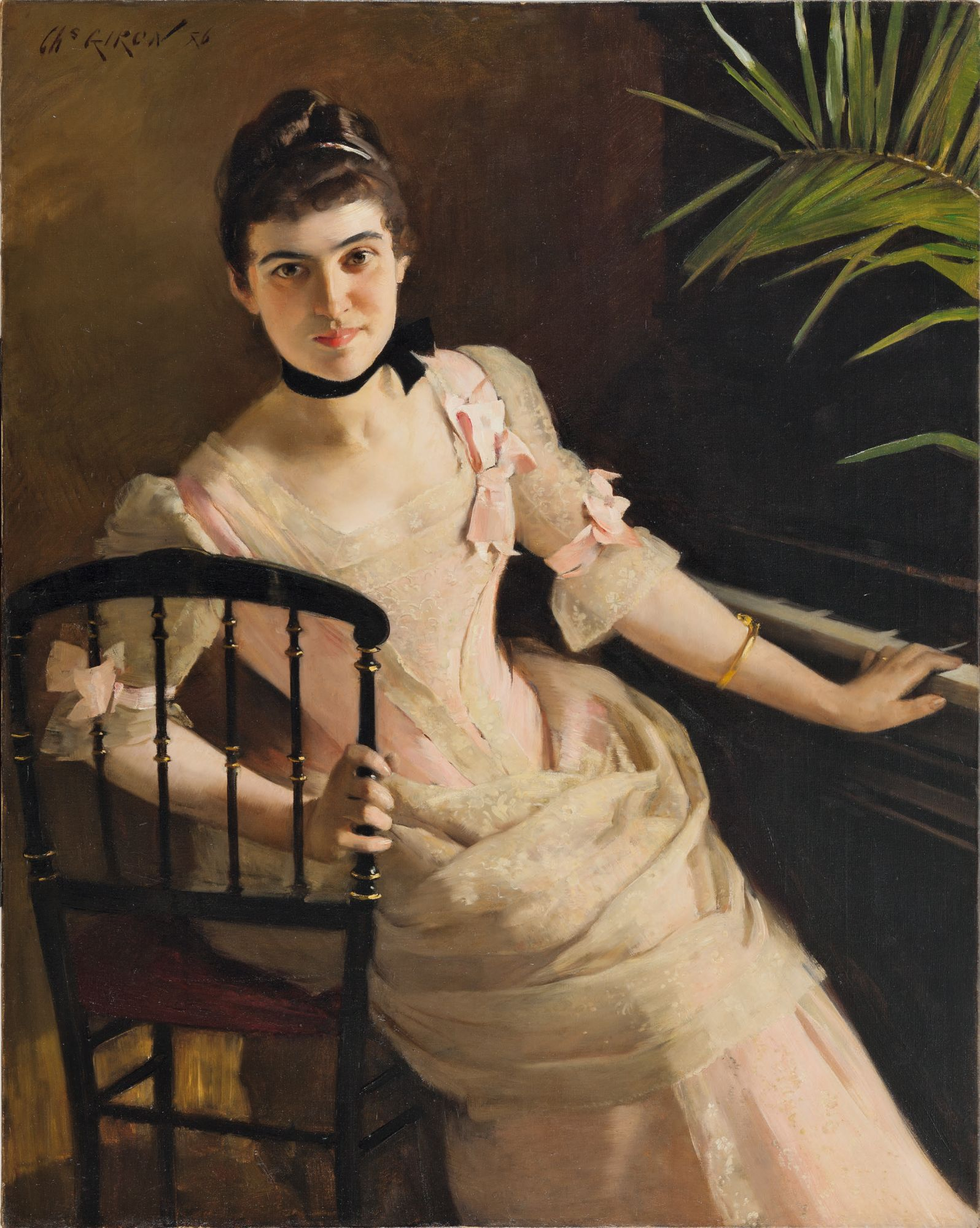
Giovane donna al piano
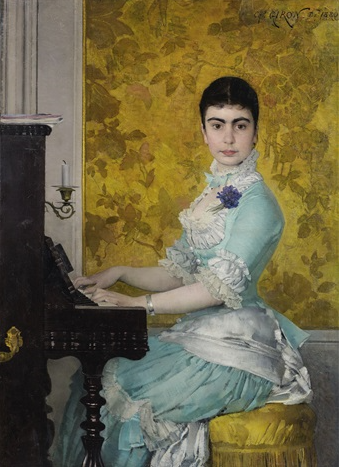
Giovane donna al piano
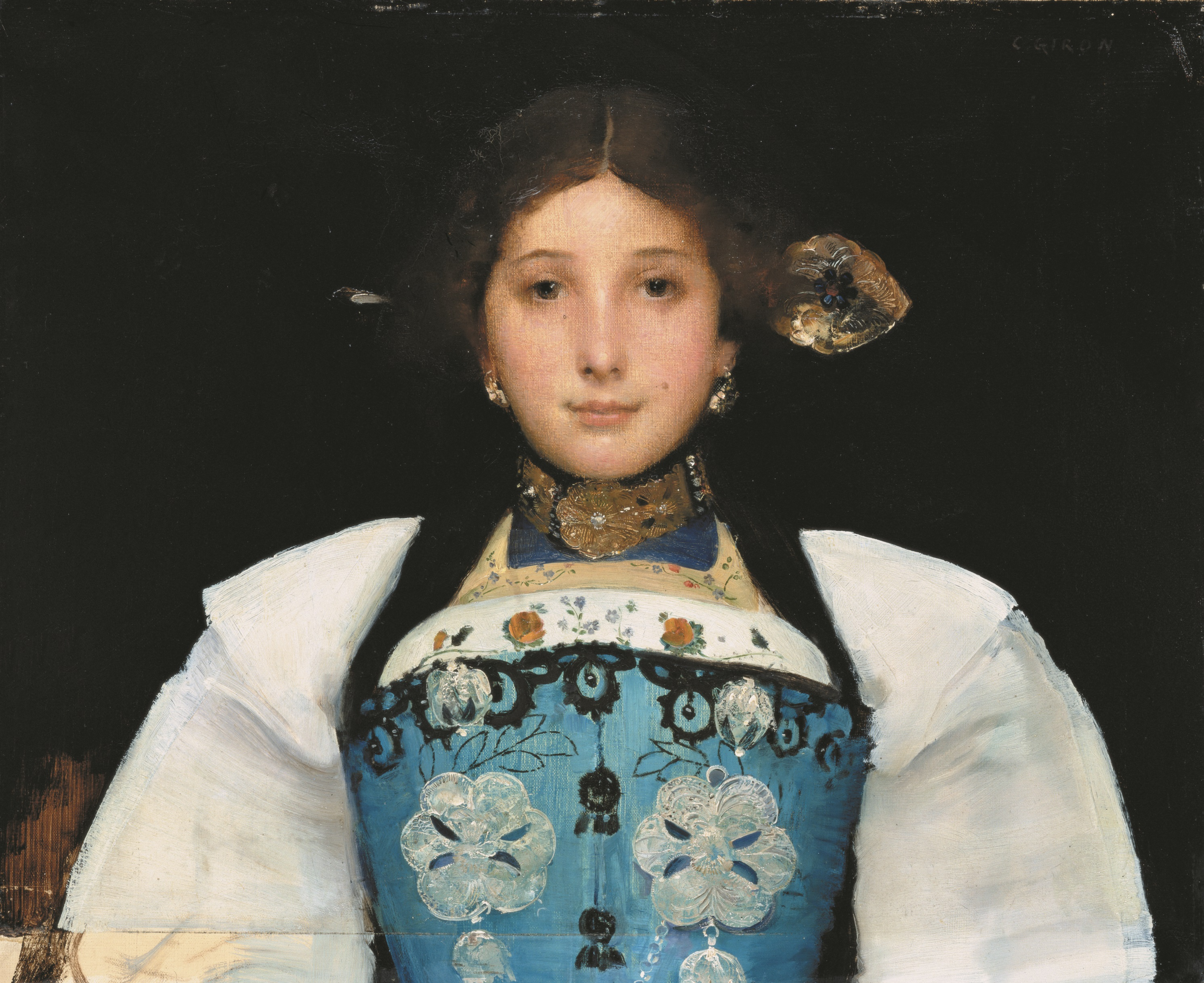
Donna dell'Untervaldo
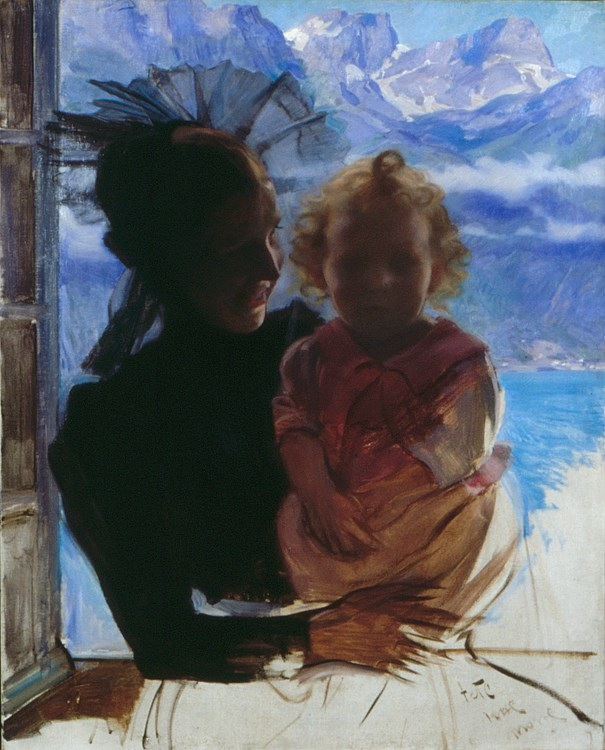
Controluce
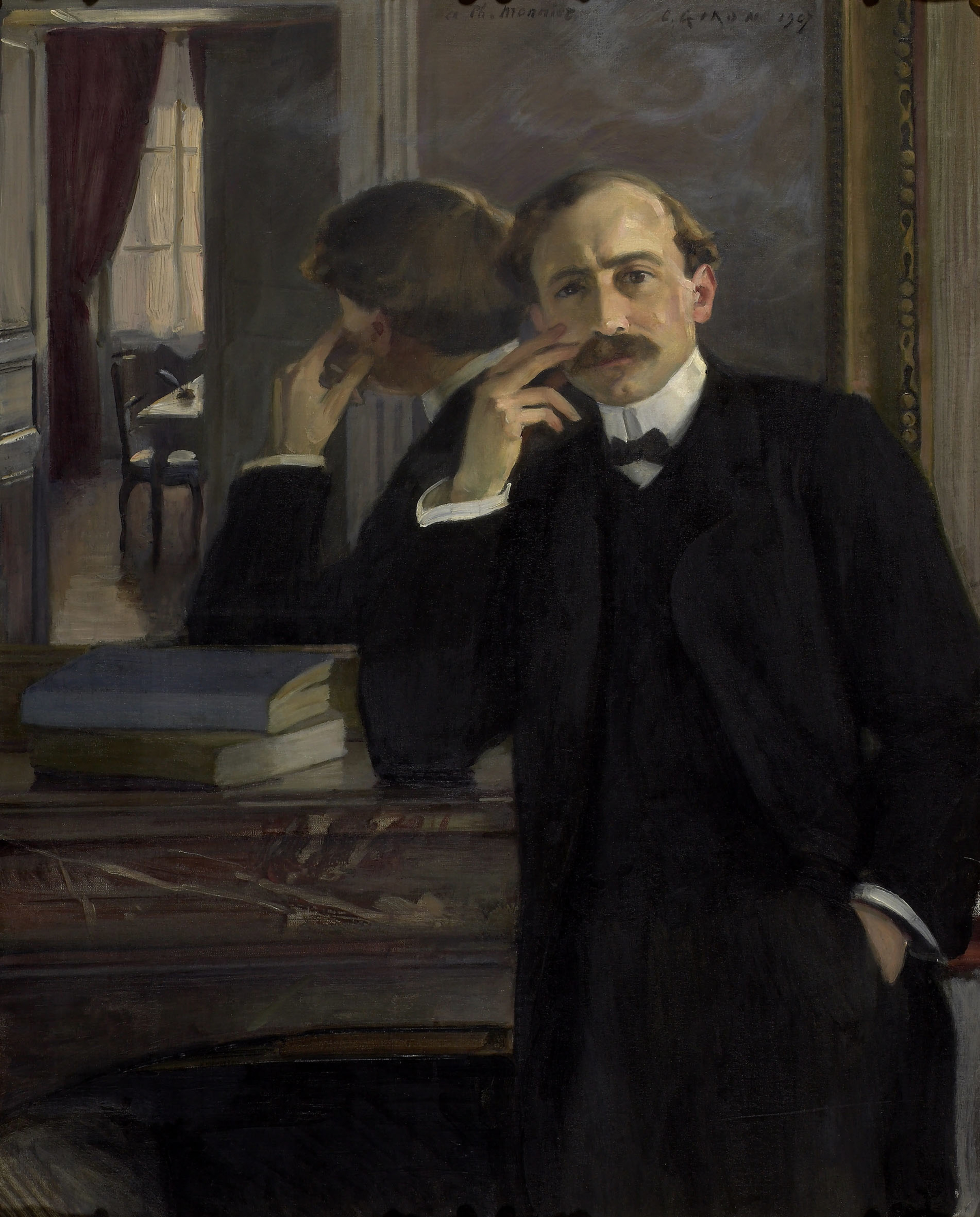
Ritratto di Philippe Monnier
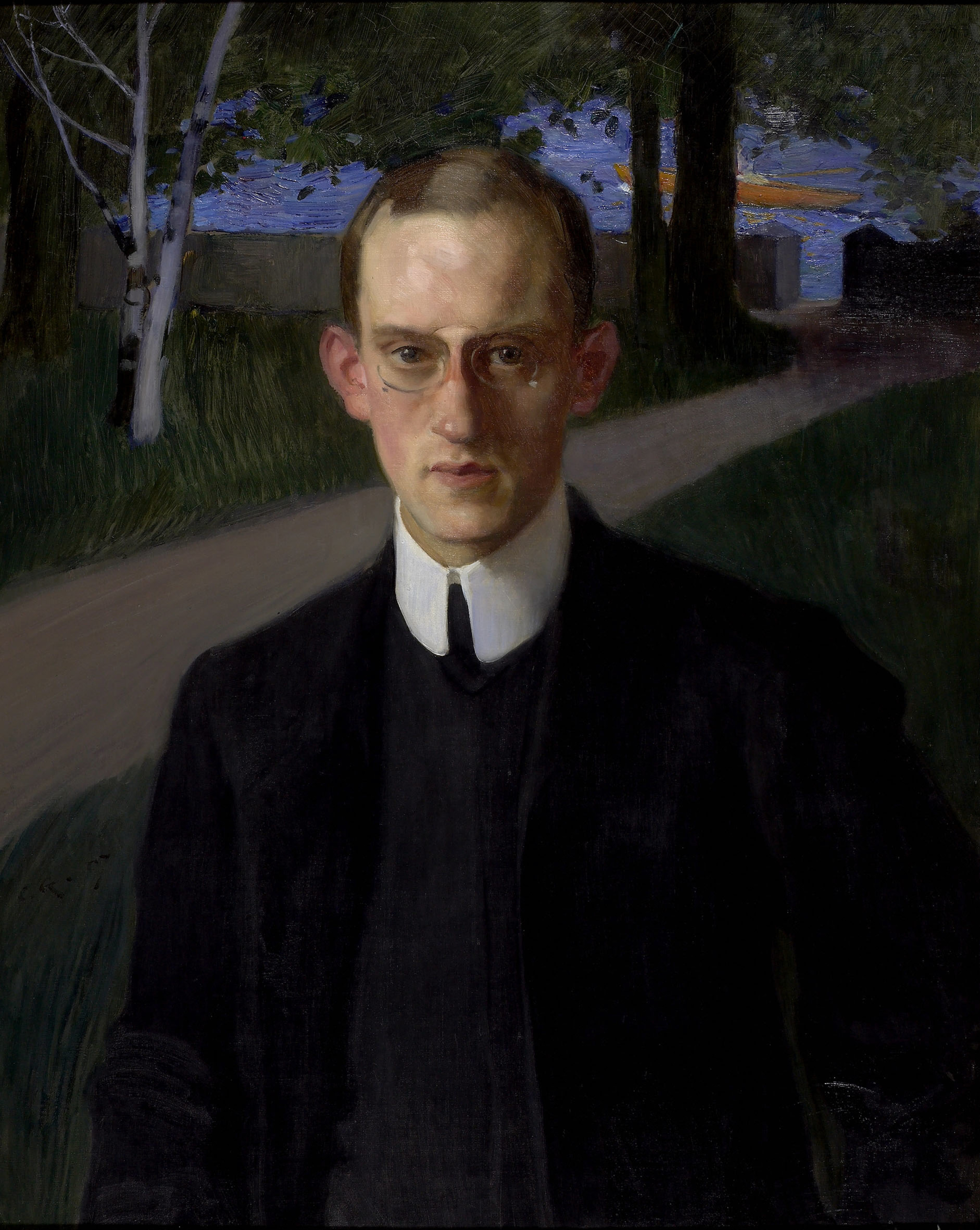
Ritratto di Henry Spiess
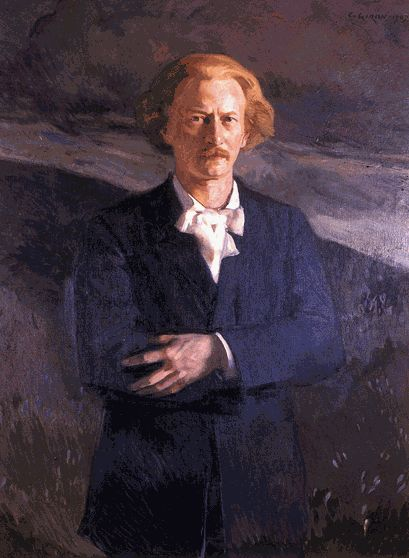
Ritratto di Ignacy Jan Paderewski
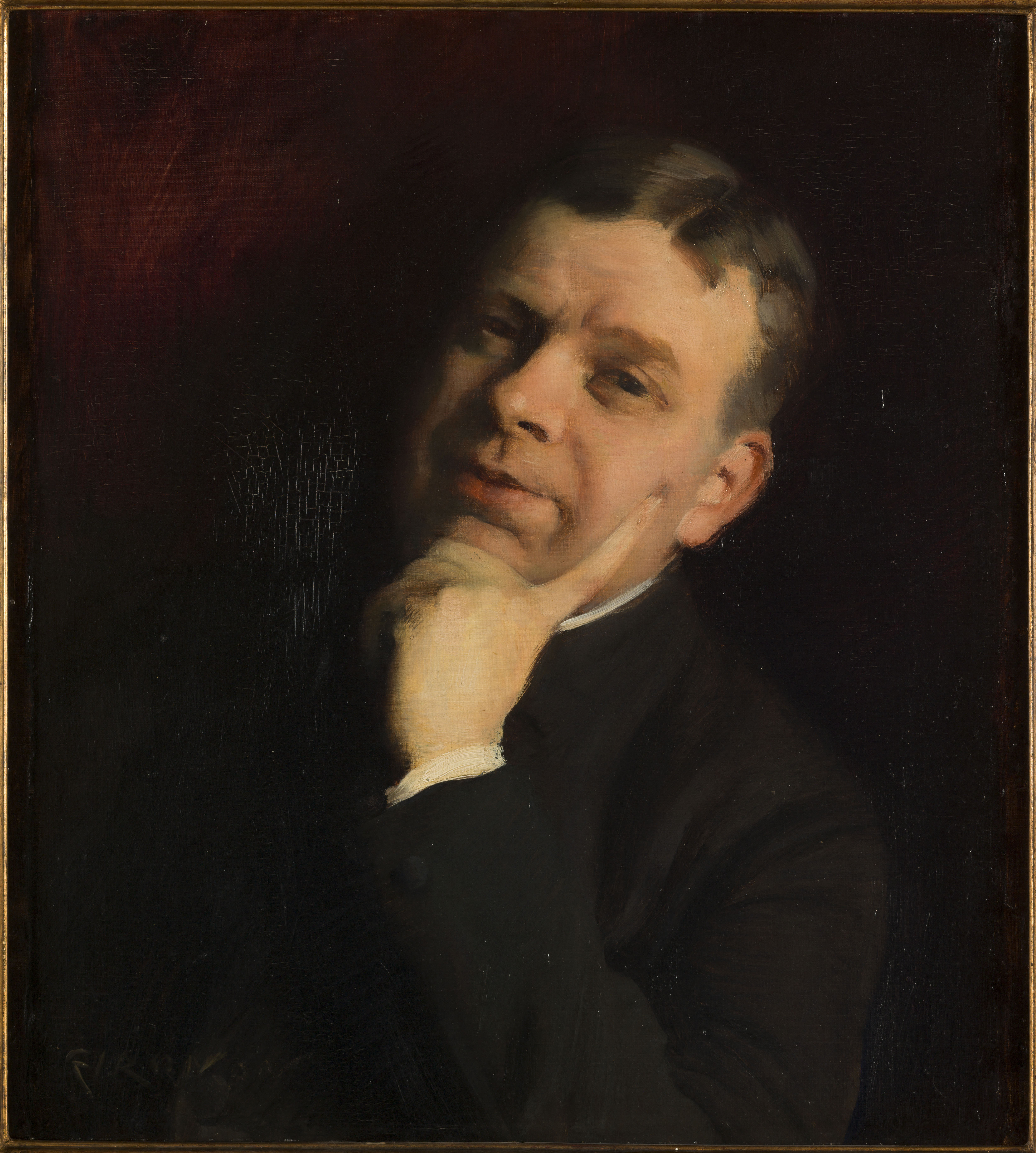
Ritratto di Benoît-Constant Coquelin
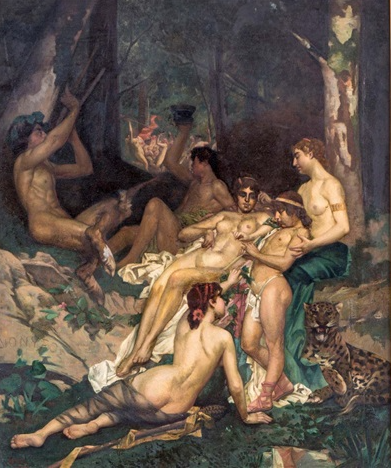
L'educazione di Bacco
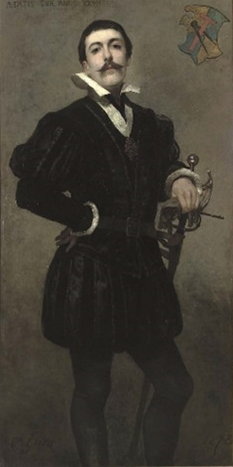
Spadaccino
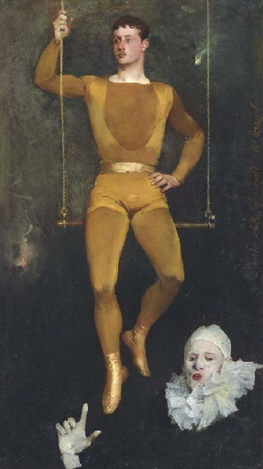
Il trapezista e il clown